# راي دوغان
راي دوغان (بالإنجليزية: Ray Duggan)‏ هو متسابق دراجات نارية أسترالي، ولد في 1913 في مايتلاند في أستراليا، وتوفي في 20 يناير 1950 في سيدني في أستراليا.